# Algolia
Algolia是一家美国的创业公司，通过SaaS（软件即服务）模式提供网络搜索产品。

## 发展历史
Algolia由来自法国巴黎的萨科·德赛妮和朱利安·勒莫瓦纳于2012年创办，初期时的主要业务是在手机上进行离线搜索，在欧洲和美国各设有两个数据中心。后来它被选为Y Combinator2014年冬季课程的一部分。2014年3月，Algolia在新加坡开设了第三个中心。2015年5月，Algolia获得了1830万美元的A系列投资。自2016年6月起，小型网站对Algolia的使用开始显着增加。
现在Algolia已在15个地区设立了47个数据中心。它为1600多个客户提供服务，每月要处理120亿个用户的查询请求，客户主要来自电子商务等领域。

## 融资历史
- 2013年10月-2014年6月，在种子轮融资中，Algolia先后3次共募集了近300万美元资金，投资者包括 Storm Ventures、Y Combinator、The Family、500 Startups、Index Ventures、Point Nine、LocalGlobe、Alven、Initialized Capital、Acequia Capital (AceCap)、Storm Ventures、Zillionize等。[8]。
- 2015年5月，A轮融资，Algolia获得Accel Partners领投，Storm Ventures、Point Nine、Alven、Lead Edge Capital等跟投的1830万美元投资。
- 2017年6月，B轮融资，Algolia获得Accel Partners领投，Storm Ventures、Point Nine、Alven、Initialized Capital等跟投的5300万美元投资。[8]
- 2017年9月，Algolia通过二级市场获得 Aglaé Ventures 独家投资。[8]
- 2019年10月，C轮融资，Algolia获得Accel Partners领投，Salesforce Ventures、DAG Ventures、Alven、World Innovation Lab (WiL)等跟投的1亿美元投资。

## 产品与技术

Algolia的官网

Algolia使用外部托管的搜索引擎为客户的网站提供网络搜索服务。产品只需索引客户的网站里的内容，因此搜索任务要简单得多。
Algolia声称他们的搜索技术有很多优点，例如响应速度。Algolia强调他们有即时、多平台和防错的能力。虽然Algolia的软件是封闭源代码，但在一定程度上仍参与了开源社区，因此一些新且有趣的产品从他们的社区纷纷涌现，例如Algolia Places和Algolia Document。
Algolia还会通过各种API提供其搜索服务。Rest API提供了搜索、分析和监视三个基本功能，有10种计算机语言和平台可供客户端使用，包括Java、iOS和Android。为了更好的在Web端使用，Algolia集成了四个框架——Ruby on Rails、Symfony、Django和Laravel。Algolia还提供一些UI库选项来让用户选择他们喜欢的用户界面。除了这些产品，Algolia还与其他开源和第三方软件集成了Wordpress和Magento等服务。

## 竞争对手
- Swiftype（英语：Swiftype）[18]
- 亞馬遜網路服務系統
- Solr
- Azure Search（英语：Azure_Search）
- Elasticsearch
- Searchify[19]
- Qbox [20]